# 蘇慶黎
蘇慶黎（1946年2月10日—2004年10月19日)，出生於台北市，台灣共產黨重要領袖蘇新之女，台灣黨外運動與社會運動參與者。

## 生平
蘇慶黎的父親為台灣共產黨的重要領袖蘇新。1947年二二八事件發生時，蘇慶黎全家前往上海避難。之後蘇新滯留大陸，蘇慶黎與母親回到台灣；但不久後母親即被逮捕，於是蘇慶黎被寄養於親戚家中。蘇慶黎於高雄女中畢業後，於1964年考取東海大學歷史學系，1965年重考進入國立台灣大學哲學系。蘇慶黎就讀大學期間不但認識楊逵和何步正（何步正是《大學雜誌》早期的總編輯），就讀台大期間也與王曉波、南方朔、徐正光、王拓等人相識。蘇慶黎成為左派的泰半原因是受到楊逵啟發。1971年，蘇慶黎本有意前往美國德拉瓦大學社會學系就讀，但國民政府由於其父蘇新的背景而不准其出境。
蘇慶黎之後從事雜誌編輯，在陳鼓應介紹下，與張俊宏、許信良、姚嘉文和康寧祥等黨外人士同時在《台灣政論》、《夏潮雜誌》等雜誌從事寫作。1976年，《夏潮雜誌》創刊，由蘇慶黎主編。蘇慶黎與陳映真、陳鼓應等人大量介紹台灣於日本統治時期的人事物、並且以社會主義政治經濟學的方式分析台灣的政經發展，引發當局注意。1978年，蘇慶黎開始從事黨外助選活動，並且擔任《美麗島雜誌》編輯。美麗島事件後，蘇慶黎也於1979年12月25日被捕，後因罪證不足釋放。據呂秀蓮在所著《重審美麗島》中指出，中華民國政府釋放她的主要原因，還是考量蘇新在大陸的因素。
1983年，蘇慶黎加入黨外編輯作家聯誼會（編聯會），並且於1984年5月1日與邱義仁、賀端蕃等人籌組台灣勞工法律支援會（勞支會）；1986年，蘇慶黎前往中國大陸考查農村，並且獲得中共中央軍委副主席楊尚昆的接見。1987年，蘇慶黎與王義雄、王拓等人籌組工黨，但之後於1988年退黨；1989年劳动党成立後，蘇慶黎出任勞動黨秘書長，但也於1990年辭職。之後蘇慶黎從事有關勞工運動與中國農村的田野調查，2004年10月19日因胸腺癌病逝於北京市。
蘇慶黎與陳菊在美麗島時期是相知相惜的戰友，雖然後來民進黨創立，蘇慶黎與陳菊的友誼仍然不變。
2009年陳菊赴北京宣傳世運期間，曾經前往北京市福田公墓弔祭好友，向媒體為兩人友誼做註解。